# IO (software)
IO è un'applicazione mobile gratuita italiana, sviluppata e gestita dalla società pubblica PagoPA S.p.A., con l'obiettivo di integrare tutti i servizi pubblici in modo da rendere più semplice e veloce l' “esperienza" dei cittadini italiani con l’amministrazione pubblica, ma soprattutto per mettere il cittadino al centro della rete dei servizi pubblici.

## Storia
Ad aprile 2018, su iniziativa del commissario straordinario per l'attuazione dell'agenda digitale Diego Piacentini, il Team per la trasformazione digitale ha iniziato a creare un gruppo di lavoro per la realizzazione dell'applicazione IO, sulla base dell'art. 64-bis del codice dell'amministrazione digitale. A luglio 2018 l'applicazione è stata testata da quaranta cittadini, che hanno provato anche ad effettuare pagamenti con PagoPA, ed è stata inserita l'autenticazione tramite SPID. Ad ottobre 2018 l'app è stata testata da parlamentari, membri del governo e collaboratori. Nei primi mesi del 2019 è stata integrata l'identificazione biometrica, tramite impronta digitale o riconoscimento facciale. La prima closed-beta è stata resa disponibile ad aprile 2019, quando i primi comuni, Milano e Torino, hanno aderito al progetto integrando alcuni loro servizi. Successivamente diversi enti hanno aderito al progetto e integrato i loro servizi, mentre è stata resa disponibile una copia dematerializzata del proprio codice fiscale all'interno dell'app ed è stato integrato il login tramite carta d'identità elettronica.
Dal 2020 il Team per la trasformazione digitale è confluito nel dipartimento per la trasformazione digitale e nella società PagoPA. Ad aprile 2020 PagoPA ha rilasciato nell'App Store e nel Google Play Store la prima open-beta. Per Android è stata rilasciata con il nome "IO, l'app dei servizi pubblici". Dal 1º luglio 2020 è possibile richiedere il cosiddetto "bonus vacanze" esclusivamente dall'app IO. In futuro è prevista l'integrazione di una sezione nella quale conservare una copia informatica dei propri documenti e l'attivazione di una piattaforma web app, accessibile anche da PC, per poter utilizzare da qualsiasi dispositivo i servizi.
A partire dal 7 dicembre 2020 l'app IO è stata scelta quale unico canale per la registrazione al programma "Cashback" del Ministero dell'economia e delle finanze, nonostante le iniziali e ricorrenti difficoltà nella registrazione delle carte di pagamento, problemi risoltisi dopo qualche giorno.
Il 20 giugno 2022 all'applicazione è stato conferito uno dei premi "Compasso d'oro" in occasione della XXVII edizione del premio.

## Funzionalità
L'applicazione permette di accedere ai propri servizi identificandosi tramite SPID (digital identity) o CIE 3.0 (electronic ID): una volta effettuato il primo accesso è possibile attivare l'identificazione tramite impronta digitale o riconoscimento facciale per login dei successivi trenta giorni. Si possono inserire diversi metodi di pagamento per pagare i tributi dei vari enti che aderiscono al progetto. Il pagamento sarà gestito da PagoPA. Ci sono tre tipi fondamentali di funzioni che l’App IO offre a tutti i cittadini italiani: la prima è quella di effettuare pagamenti verso la Pubblica amministrazione e salvare le ricevute, grazie alla piattaforma pagoPA. La seconda funzione permette all’utente di ricevere avvisi sotto forma di messaggi della pubblica amministrazione riguardanti pagamenti da effettuare, avvisi, scadenze… Mentre la terza funzione è legata ai servizi che si differenziano in base alla regione in cui l’utente vive (qui si ricevono notifiche inerenti alla scadenza di documenti, di allerta dalla Protezione Civile ecc.). Bisogna precisare che le tre funzioni “base”, sono disponibili su tutto il territorio italiano, ma altri comuni, più digitalizzati, offrono più servizi ai loro cittadini. Al momento, inoltre, non tutti i servizi a livello nazionale sono attivi. È previsto, però, un aumento nel numero dei servizi offerti nei prossimi anni, come quello di poter accedere a tutti i documenti personali, sanitari e pubblici.
Da giugno 2021, dopo avere superato le criticità espresse dal Garante per la protezione dei dati personali, l'applicazione permette, ai cittadini italiani che ne hanno i requisiti, di scaricare automaticamente il Certificato COVID digitale dell'UE sul proprio dispositivo mobile.
Dal 1º marzo 2022 l'applicazione IO consente ai cittadini maggiorenni di età non superiore ai 35 anni di attivare gratuitamente la Carta Giovani Nazionale, promossa dal Dipartimento per le politiche giovanili e il servizio civile universale. La Carta consente agli aventi diritto di ottenere agevolazioni e sconti per i servizi culturali, sportivi e per la persona, sia online che nei luoghi fisici. La Carta rientra inoltre nel circuito European Youth Card Association per i cittadini tra i 18 e i 30 anni, permettendo ulteriori agevolazioni all'interno dell'Unione europea.
Il 24 marzo 2022 viene inserita la possibilità di effettuare direttamente dall'applicazione, senza commissioni bancarie, donazioni sicure verso alcuni enti impegnati nel sostegno al popolo ucraino, quali Croce Rossa Italiana o Save the Children.
Con la versione 2.52.0 del 1 febbraio 2024 non è più necessario autenticarsi tramite SPID o CIE ogni 30 giorni, ma solo una volta all’anno o in caso di disconnessione. Per accedere dopo la prima autenticazione è sufficiente utilizzare il riconoscimento biometrico o il codice di sblocco impostato.